# 彩-irodori- (米川英之のアルバム)
『彩-Irodori-』（いろどり）は、米川英之の9枚目のオリジナル・アルバム。2021年9月9日リリース。

## 解説
- 全10曲収録。

全ての作曲・編曲、ボーカル、ギター演奏を自ら行った。また、他の楽器音源は米川自身がプログラミングしたデータを使用した。
- 8月22日よりON-LINE SHOPにて先行発売（購入限定特典としてをポストカードを添付）。
- 本作リリースに伴い、発売日当日の9月9日に汐留BLUEMOODにて『米川英之 New Album「彩-irodori-」Release Live』を開催した（有料生配信も併せて行われた[注 1]）。
- 2021年9月18日、ラジオ番組「サタマニ♪」（レインボータウンFM）にゲスト出演した際にアルバム制作過程などを自ら解説した[2]。また、2021年10月29日から自身のFacebookにて収録曲について綴っている[3]。

## 収録曲
| 全作曲・編曲: 米川英之。 |                      |              |            |
| #                        | タイトル             | 作詞         | 作曲・編曲 |
| 1.                       | 「Missing Blue」     | 青木久美子   | 米川英之   |
| 2.                       | 「Sweet Rain」       | 五十嵐桃     | 米川英之   |
| 3.                       | 「Vintage」          | 六ツ見純代   | 米川英之   |
| 4.                       | 「Sailing on」       | 六ツ見純代   | 米川英之   |
| 5.                       | 「2121」             | 青木久美子   | 米川英之   |
| 6.                       | 「愛しい日々」       | ますだみき   | 米川英之   |
| 7.                       | 「Get over it」      | 六ツ見純代   | 米川英之   |
| 8.                       | 「美しきものたちへ」 | 麻田キョウヤ | 米川英之   |
| 9.                       | 「Division」         | ますだみき   | 米川英之   |
| 10.                      | 「名もなき日々」     | 青木久美子   | 米川英之   |